# 상업 고등학교
상업 고등학교(商業高等學校, 현재 정보 고등학교 또는 정보산업 고등학교)는 직업 교육 중 상업 활동 교육을 목적으로 하는 전문계 고등학교이다. 가르치는 과목은 상업, 주산, 부기, 회계, 정보처리 등 (상업 경제, 회계 원리 등)이며 상업에 관한 지식과 기술의 전문 교육을 주로 한다. 줄여서 상고(商高)라고 부른다.

## 같이 보기
- 공업 고등학교
- 농업 고등학교
- 특성화 고등학교